# 神月柚莉愛
神月 柚莉愛（こうづき ゆりあ、1999年12月21日 - ）は、日本のタレント、歌手、元アイドル。旧芸名・本名、奈良 柚莉愛（なら ゆりあ）。松竹エンタテインメント所属。

## 略歴
1999年、赤ちゃんモデルとしてデビューし、子役として活動。
2008年、アニメ映画『崖の上のポニョ』で主人公ポニョの声を担当。
2008年11月19日、アルバム『おうた-Sing and Smile with Kids-』内の「はじめてのチュウ」で歌手デビュー。
2009年、芸名表記をなら ゆりあに改名。
2019年5月より愛知県名古屋市を拠点とするアイドルグループのPIDL.Nagoya（後に同グループはVery Merryへと名称変更）に所属し、アイドルとしての活動を開始。同時に芸名も神月柚莉愛と改める。
2020年9月30日、同年10月13日のRADHALLでのライブを以て同グループを卒業し、アイドル活動に終止符を打つと発表。併せて、タレントとして再スタートし、活動拠点も再度東京へと移す旨を公表した。
2021年12月23日、地元・千葉県君津市を主に活動拠点とし、綾小路翔が団長を務める『きみつ大好きだぜ！応援團』の團員となる。
2022年1月1日、1年間の仮所属期間を経て正式に松竹芸能本所属となる。

## 人物
- 千葉県出身。
- 子役時代はキャロットに所属していた。
- 姉は菜花まりあ
- 特技はダンス（クラシックバレエ、ジャズダンス、タップダンス、ヒップホップ）、アクロバット。
- 論語に造詣が深く、100句以上を暗唱できる。

## 作品

### シングルCD
- GO-GOたまごっち!（2009年11月18日）

### アルバムCD
- ジブリだいすき（2010年8月25日）

### コンピレーションCD参加作品
- おうた-Sing and Smile with Kids-（2008年11月19日）
  - はじめてのチュウ
- おうたROCK -Sing and Dance with Kids-（2010年1月20日）
  - 崖の上のポニョ
- ランドセルデビュー かけ算・ことわざ・ABCマスター！（2011年11月23日）
  - おてつだい大作戦

### 書籍
- ゆりあと読もう はじめての論語 （CD付き書籍） (2013年10月、小学館) ISBN 4092271689

### その他
- 論語なかよしかるた （CD付き） (2013年10月、学研教育出版) ISBN 4057504273

## 出演
太字はメインキャラクター。

### テレビアニメ
- ちみも（2022年、鬼神めい）[4]
- お買いものパンダ!（むぎ[5]）

### 劇場アニメ
- 崖の上のポニョ（2008年、ポニョ）
- がんばっていきまっしょい（2024年、女子生徒）

### 映画
- 僕らのごはんは明日で待ってる (2017年)

### テレビドラマ
- 編集王 第7回（2000年、フジテレビ） - 篠原美月 役
- 未来創造堂 日本漫画 加藤謙一（2007年、日本テレビ） - 加藤奈緒子 役
- シンデレラになりたい!（2006年、TBS）
- 土曜プレミアム 我はゴッホになる! 〜愛を彫った男・棟方志功とその妻〜（2008年、フジテレビ） - 澤村アミ 役
- ブラッディ・マンデイ シーズン2 第2話（2010年、TBS）

### テレビ番組
- いないいないばあっ!（2002年頃、NHK教育）子役の赤ちゃんとしての出演
- よゐこのKIDSぱらだいす!（2007年、キッズステーション）
- プレミアの巣窟（2008年、フジテレビ）
- 特別番組 崖の上のポニョへの道（2008年、日本テレビ）
- 21世紀エジソン（2008年、TBS） - ナレーション
- うたばん（2009年、TBS）
- beポンキッキーズ（2012年、BSフジ）
- キスマイ魔ジック（2015年、テレビ朝日）
- 鉄道キャンプ旅（2021年7月3日、鉄道チャンネル）

### ラジオ
※はインターネット配信
- hanashikaの時間。（2021年5月26日、ラジオ大阪） - ゲスト電話出演
- 神月柚莉愛の声優人生1年目[6]（2021年7月、HEAR@音声SNS※）
- 昭和歌謡セレクション
  - 年末スペシャル決定版　昭和の名曲歌合戦2022（2022年12月30日、ABS秋田放送ほか）紅組司会
  - 新春スペシャル決定版!昭和の名曲歌合戦2023（2023年1月1日、JRT四国放送ほか）紅組司会-タイトルコール、OP、ED以外内容は年末スペシャルと同一
- BEATVISION『CUE SHEET』6代目パーソナリティー

### CM
- トーホー アンパンマン のぼれ！コロコロ大冒険の島（2007年）
- 三菱自動車 eKワゴン（2007年）
- ジール「見ちゃだめ」篇、「キレられてもね」篇（2007年）
- 映画『グーグーだって猫である』TVスポット（2008年）
- 人形の村田（2010年）
- 日本コカ・コーラ「ネームボトル・デビュー」篇（2014年 - ）

### 舞台
- サンタクロースのマッチ（2005年）少女 役
- ブロードウェイミュージカル ピーターパン（2007年） - マイケル 役
- ミュージカル 葉っぱのフレディ〜いのちの旅〜（2008年） - 葉っぱ 役、テントウムシ 役
- 芝居家だんす舞台 『善悪』〜弁天様は探偵じゃ2〜（2018年）- 弁天　役
- 劇団未来stage主催　いじめられっ子ドリーム（2019年）- かれん　役
- TEAM RevArt 旗揚げ公演『モノクロの種』[7]（2020年9月30日, 溝ノ口劇場）- ゲスト出演
- TEAM RevArt 第2回公演『たいようの歌』（2021年4月22日 - 2021年4月25日, 新宿シアターブラッツ）- A班主演 晴歌 役
- TEAM RevArt 第5回公演『Dust Station』（2022年6月29日 - 2022年7月3日, テアトルBONBON-東京都）- マルベリ 役
- TEAM RevArt 第6回公演『鈴音-スズノネ-』（2022年8月17日 - 2022年8月21日, 劇場HOPE-東京都）
- TEAMRevArt第2回イベント公演『ラブレター』（2022年12月3日 - 2022年12月6日, 池袋ゲキパ-東京都）
- タクフェス 第13弾『くちづけ』（2025年11月24日 - 2026年1月8日〈予定〉、新川文化ホール-富山県 他）[8]

### ヒロセプロジェクト舞台
ならゆりあ名義
- 『優しい魔法のとなえ方2017』

月組 五十嵐あんず 役
- 『いつか素敵なシネマのように2017』

チームZ 五十嵐あんず 役
- 『神様と過ごした10日間2018』

夢組 鬼龍院まどか 役、
雪組 水野初音 役
- 『不良少年と天使の恋の唄2018』

夢組 芹沢昴 役、
雪組 楠木美雨 役、
星組 安藤夏妃 役  
- 『優しい魔法のとなえ方2018』

夢組 氷室ナナ 役、
雪組 五十嵐あんず 役、
星組 小倉つかさ 役

### ショー
- そごうファッションショー（1999年・2000年）